# Uitgeverij Unieboek
Uitgeverij Unieboek is een Nederlandse uitgeverij die sinds 2010 onderdeel van LannooMeulenhoff bv is. De uitgeverij werd in 1968 opgericht door de gelijknamige kleinzoon van de oprichter van uitgeverij C.A.J. van Dishoeck, Van Dishoeck (1921-1990).
De uitgeverij bestaat op zijn beurt weer uit enkele imprints:
- Van Holkema & Warendorf is een voormalige zelfstandige uitgeverij, die vooral bekendheid geniet vanwege zijn jeugdliteratuur, thrillers en populaire romans.
- Van Goor richt zich op de meer literaire jeugdboeken.
- Van Reemst is een uitgeverij voor toeristische publicaties, waaronder de Capitool-reisgidsenserie en de Marco Polo-reeks.
- Lifestyle & Wellbeing is een non-fictiefonds, dat zich richt op onderwerpen als psychologie, opvoeding, wonen en koken.

## Schrijvers
Onderstaande lijst geeft een overzicht van schrijvers die aan uitgeverij Unieboek of een van haar dochterfirma's verbonden zijn.
- Suzanne Collins
- Marion van de Coolwijk
- Arend van Dam
- Jaap ter Haar
- Vivian den Hollander
- Rik Hoogendoorn

- Bouke Jagt
- Jan van der Made
- Tosca Menten
- Mirjam Mous
- Francine Oomen

- Janneke Schotveld
- Ben Tiggelaar
- Jacques Vriens
- Dolf de Vries
- Harm de Jonge